# マリア・クリスティーナ・フォン・ザクセン (1735-1782)
マリア・クリスティーナ・フォン・ザクセン（Maria Christina von Sachsen, 1735年2月12日 - 1782年11月19日）は、ドイツのザクセン選帝侯家（アルベルティン家）の公女で、帝国修道院の1つルミルモン女子修道院の修道院長。全名はマリア・クリスティーナ・アンナ・テレジア・ザロメーア・オイラリア・フランツィスカ・クサヴェリア（Maria Christina Anna Theresia Salomea Eulalia Franziska Xaveria von Sachsen und Polen）。

## 生涯
ポーランド王およびザクセン選帝侯アウグスト3世とその妻で神聖ローマ皇帝ヨーゼフ1世の娘であるマリア・ヨーゼファの間の第10子、六女として、ワルシャワ郊外のヴィラヌフ宮殿で生まれた。仲の良い両親や兄弟姉妹に囲まれて育ち、高度な教育を受けた。哲学、地理、宗教教育、描画、音楽およびダンスなどを教わり、母語のドイツ語に加えてラテン語、フランス語、ポーランド語を習得した。
1747年、姉のマリア・ヨーゼファがフランス王ルイ15世の長男ルイ・フェルディナン王太子と結婚した。1764年、フランス王太子の義妹という縁から、マリア・クリスティーナはロレーヌ地方のルミルモン女子修道院の補佐修道院長に選任され、1773年に修道院長に昇格した。ルイ15世やロレーヌ公スタニスワフ・レシュチンスキから多額の年金を与えられていた彼女は、頻繁にパリを訪れて観劇や遊興にふけった。フランス人の間では教養高く、話術の巧みな王女として称賛された。
1775年にアルザス地方のブリュマト城を購入し、この城で贅沢な生活を続けた。1782年に死去した後、甥の新王ルイ16世は彼女が残した13万6876リーヴルもの借財を支払わねばならなかった。遺骸はルミルモンに、内臓はブリュマトに、心臓はドレスデンに埋葬された。死後、ブリュマト城は放棄され、フランス革命の時期には略奪の対象となった。

## 引用
1. 1 2 3  van de Pas, Leo. “Maria Christina of Saxony”. Genealogics .org. 2010年3月5日閲覧。
2. 1 2 3  Christensen, Martin K.I. “Women in Power 1770-1800”. www.guide2womenleaders.com. 2010年3月2日閲覧。
3. 1 2  “Historique de Brumath”. www.brumath.fr. 2010年3月5日閲覧。
4. ↑  “Brève histoire de Brumath”. www.prixeuropeendelitterature.eu. 2010年3月5日閲覧。